# Ezio Scida
(Epitaffio sulla tomba)
Ezio Scida (Crotone, 26 agosto 1915 – Cerchiara di Calabria, 18 gennaio 1946) è stato un calciatore italiano, di ruolo mediano. Fu storico capitano e giocatore simbolo del Crotone negli anni '40.

## Biografia
Morì a soli 30 anni in un tragico incidente stradale e gli venne intitolato l'omonimo stadio situato a Crotone.

## Carriera
Indossò la maglia numero 4 del Crotone, squadra della sua città, durante il periodo di permanenza della squadra a cavallo tra i campionati regionali calabresi di Promozione e la Serie C.

### La morte
Il 18 gennaio 1946, intorno alle 19:30 circa, durante un viaggio verso Castrovillari per un'amichevole contro la squadra locale, l'automezzo telonato che trasportava la squadra, un Fiat 626BLM a benzina (utilizzato prevalentemente in ambito militare), si ribaltò a causa del manto stradale sdrucciolevole a pochi chilometri all'arrivo nei pressi di contrada Cammarata, una località di campagna non lontana dalla città di destinazione, dove perse la vita proprio lo stesso Scida rimanendo schiacciato da uno dei bidoni di nafta caricati sull'automezzo. Anche il fratello Ugo era sull'automezzo, ma sia lui che il resto della squadra sopravvissero. Venne poi sepolto al cimitero di Crotone.
Il giorno seguente, in segno di lutto e di solidarietà la squadra del Castrovillari decise di rinunciare a disputare la partita, pagando di tasca propria i funerali del calciatore.

### Riconoscimenti
Silvio Messinetti, all'epoca sindaco di Crotone e presidente della società rossoblù, decise insieme all'amministrazione comunale di intitolargli l'impianto sportivo della città.